# ケシ目
ケシ目 (Papaverales) は被子植物の目の1つでケシ科をタイプ科とするもの。分類体系によって内容は異なる。

## APG植物分類体系
APG植物分類体系ではこの分類群を認めず、キンポウゲ目の中に2科を含める。

## クロンキスト体系
クロンキスト体系ではケシ科の1科からなる。
- 双子葉植物綱（モクレン綱）class Magnoliopsida
  - モクレン亜綱 subclass Magnoliidae
    - ケシ目 family Papaverales
      - ケシ科 family Papaveraceae
      - ケマンソウ亜科 family Fumariaceae

## 新エングラー体系
新エングラー体系ではキンポウゲ目とは離れたところに置き、ケマンソウ亜科を含めたケシ科など、6科を属させる。
- 双子葉植物綱 class Dicotyledoneae
  - 古生花被植物亜綱 subclass Archichlamydeae
    - ケシ目 order Papaverales
      - ケシ科 family Papaveraceae
      - フウチョウソウ科 family Capparaceae
      - アブラナ科 family Cruciferae
      - トウァリア科 family Tovariaceae
      - モクセイソウ科 family Resedaceae
      - ワサビノキ科 family Moringaceae